# 743
743（七百四十三、ななひゃくよんじゅうさん）は自然数、また整数において、742の次で744の前の数である。

## 性質
- 743は132番目の素数である。1つ前は739、 次は751。
  - 約数の和は744。
- 33番目のソフィー・ジェルマン素数である。1つ前は719、次は761。
- 27番目のオイラー素数である。1つ前は691、次は797。
- 33番目の 8n − 1 型の素数であり、この類の素数は x2 − 2y2 という形で表せるが、743 = 292−2×72 である。1つ前は727、次は751。
  - 上記、ソフィー・ジェルマン素数、オイラー素数、8n − 1 型の素数のすべての性質を持つ数のうち、最小が743である。次は911。
- 10進数表記において桁を逆に並べても素数となる25番目のエマープである。 1つ前は739、次は751。
- 43番目の左切り捨て可能素数である。1つ前は683、次は773。
- 74…43 の形の最小の素数である。次は74…(18個の4)…43。ただし挟まれた数は無くてもいいとすると最小は73。(オンライン整数列大辞典の数列 A101140)
- 末尾の2桁が43の4番目の素数である。1つ前は643、次は1543。(オンライン整数列大辞典の数列 A244769)
- 1/743 は循環節の長さが742の循環小数となる。
  - 逆数が循環小数になる数で循環節が742になる最小の数である。次は1486。
  - 循環節が n − 1 である巡回数を作る48番目の素数である。1つ前は727、次は811。
- 各位の和が14になる59番目の数である。1つ前は734、次は752。
  - 各位の和が14になる数で15番目の素数である。1つ前は653、次は761。(オンライン整数列大辞典の数列 A106756)

## その他 743 に関連すること
- バーコード規格、EANの国コード743は、ニカラグア。
- ルイジアナ (USS Louisiana, SSBN-743) は、アメリカ海軍のオハイオ級原子力潜水艦。
- JR東日本クモヤ743形電車
- エクテナサイジン743
- 匿名掲示板2ちゃんねるの数学板にて名前を記入せずに書き込んだ時に現れる「132人目の素数さん」というハンドルネームは、743が132番目の素数であり、語呂合わせで「ななしさん」（『名無しさん』つまり匿名を意味する）と読むことからつけられた。